# Гаванский переулок (Киев)
Га́ванский переу́лок — переулок в Подольском районе города Киева, местность Куренёвка. Пролегает от улицы Новоконстантиновской до тупика.
Протяжённость переулка 220 м. Движение двустороннее. Дорожное полотно покрыто асфальтом.

## История
Возник в 1950-х годах XX столетия под таким же названием (от Киевской Гавани, расположенной рядом). До 1980-х годов неподалёку существовала также улица Гаванская.

## Транспорт
- Станции метро «Почайна», «Тараса Шевченко»
- Трамваи 11, 12, 19 (по Кирилловской улице)
- Железнодорожная станция Почайна

## Географические координаты
координаты начала 50°29′16″ с. ш. 30°27′49″ в. д.
координаты конца 50°29′21″ с. ш. 30°27′53″ в. д.